# كتيبة سلطان باشا الأطرش
كتيبة سلطان باشا الأطرش كانت جماعة متمردة سورية مسلحة تابعة للجيش السوري الحر عملت في جنوب سوريا خلال السنوات الثلاث الأولى من الحرب الأهلية السورية. تألفت المجموعة من متمردين من الطائفة الدرزية في سوريا، خاصة في محافظة السويداء. تفككت الجماعة في بداية عام 2014 بعد هجمات متكررة عليها من قبل الجماعات الإسلاموية السنية، وخاصة جبهة النصرة التابعة لتنظيم القاعدة.

## التاريخ
مؤسس المجموعة وقائدها الأول هو الملازم أول خلدون سامي زين الدين، وهو منشق عن الجيش السوري. انشق زين الدين قرب دمشق، وانتقل إلى محافظة درعا، وانضم إلى لواء الضباط الأحرار في أكتوبر 2011. في ديسمبر 2011، أعلن تشكيل كتيبة سلطان باشا الأطرش. ذكرت المجموعة أن هدفها كان حماية المتظاهرين في السويداء وحولها. في يوليو 2012، فجرت المجموعة مستودع ذخيرة لسلاح الجو السوري في قاعدة ثولا العسكرية بالقرب من السويداء.
في يناير 2013، شنت كتيبة سلطان باشا الأطرش هجوما على قوات الحكومة السورية في ضهر الجبل، قرب السويداء. في 23 يناير، قُتل الملازم أول خلدون زين الدين أثناء الهجوم الذي صدته القوات الحكومية وتم «إبادة» عدد من مقاتليه. بعد وفاته، خلف خلدون شقيقه الملازم أول فضل الله زين الدين، قائد المجموعة.
تراكمت التوترات بين الجماعة والجماعات الإسلاموية السنية حتى عام 2013. تعاونت المجموعة في البداية مع لواء فجر الإسلام في درعا. في أكتوبر 2013، اعتقلت «الهيئة الشرعية في درعا» مقاتلين من كتيبة سلطان باشا الأطرش وحكمت عليهما بالإعدام. في وقت ما في أواخر عام 2013، تم القبض على الملازم الأول فضل الله زين الدين واحتجازه لعدة ساعات من قبل جبهة النصرة التابعة لتنظيم القاعدة في درعا.
في يناير 2014، أعلنت كتيبة سلطان باشا الأطرش أنها ستعلق جميع عملياتها في سوريا وتغادر إلى الأردن. لقد أشارت إلى عدم وجود دعم للمجلس العسكري للسويداء والجماعات المتمردة الدرزية الأخرى من المجلس العسكري الأعلى، و«مؤامرة الإسلامويين المتطرفين» و«الأعمال العدائية» ضد شعب السويداء بشكل عام.